# Base aérea de Williams
RAAF Williams é uma base aérea que compreende as antigas bases aéreas de Point Cook e Laverton, nos arredores de Melbourne, Victoria. Ambos os estabelecimentos funcionavam como bases aéreas separadas até 1999, quando foram fundidas sob a designação Williams. Este novo nome foi escolhido em honra de Richard Williams, que foi um Air Marshal e é considerado o "pai" da Real Força Aérea Australiana.